# ジェームズ・ウッド (編集者)
ジェームズ・ウッド（英語: James Wood、1820年10月12日 – 1901年3月17日）は、スコットランド出身の編集者、スコットランド自由教会の説教師。『ナトール百科事典』を編集したことで知られる。

## 略歴
1820年10月12日にリースで生まれ、以降も人生の大半をエディンバラで過ごした。エディンバラ大学で教育を受けた後、スコットランド自由教会の説教師になったが、牧師には就けられなかった。牧師になれなかった理由としてはトーマス・カーライルやジョン・ラスキンを尊敬し、それを隠そうともしなかったことが挙げられる。
牧師になれなかったため、ウッドはまず教師として就職した後、著述業に転じた。著述業においてはピーター・オースティン・ナトールの『ナトール標準辞書』（Nuttall's Standard Dictionary）、『ナトール百科事典』（1900年）、『ナトール引用句辞書』（Nuttall's Dictionary of Quotations）、バグスター・アンド・サンズ社のHelps to the Bibleを編集し、オーギュスト・バルトのLes Religions de l'Inde（『インドの宗教』）を翻訳した。
ウッド自身の著作としてはStories from Greek MythologyやThe Strait Gate, and Other Sermonsが挙げられる。
1901年3月17日に死去した。
20世紀の医者のP・J・E・ウィルソン（P. J. E. Wilson）からは「衒学者のうち最も慎重な類」（that most conscientious of pedants）と形容されている。